# Coupe du monde de rugby à XIII 2021
Navigation
Édition précédente Édition suivante
Pour l'édition féminine concomitante voir Coupe du monde féminine de rugby à XIII 2021 et pour l'édition «Fauteuil» concomitante voir Coupe du monde de rugby à XIII en fauteuil roulant 2021
La Coupe du monde de rugby à XIII 2021 est la seizième édition de la Coupe du monde de rugby à XIII et se déroule en 2022 en Angleterre. Cette  annonce  est faite par la Fédération internationale en octobre 2016. Elle est prévue initialement du 23 octobre au 27 novembre 2021, mais la pandémie de Covid 19 provoque son report en 2022, et amène l'évènement à se dérouler du 15 octobre 2022 au 19 novembre 2022.
Seize nations participent à cette édition pour le tournoi masculin, contre quatorze lors des éditions 2013 et 2017 en raison du succès de cette compétition. Elle est organisée conjointement avec l'édition féminine et l'édition en rugby fauteuil. Comme pour la coupe du monde de rugby à 9 de 2019, le principe d'égalité des sexes sera appliqué pour les versements de prime ainsi, et celui d'égalité sociale entre joueurs valides et personnes à mobilité réduite.
A noter que pour la première fois dans l'histoire du tournoi masculin, la Jamaïque et la Grèce disputent cette compétition.
Autre nouveauté, l'arbitrage par une femme d'un match masculin, les femmes ayant quasi-systématiquement au moins un poste d'arbitre de touche.

## Préparation de l'événement

### Trois candidats à l'organisation
Il y avait initialement trois candidatures pour la Coupe du monde 2021 mais la candidature des Émirats arabes unis a été annulée à la suite de l'arrestation de Sol Mokdad (directeur du développement du rugby à XIII aux Émirats arabes unis),. Il est reproché à ce dernier l'utilisation du mot « rugby », or la Fédération de rugby à XV des Émirats arabes unis revendique d'être le seul organisme à posséder toutes les variations et désignations des formes de rugby sur ce territoire. La conséquence directe de cette affaire est la disparition du rugby à XIII aux Émirats arabes unis car seule la fédération de rugby à XV peut organiser des compétitions de rugby sur son territoire.
Les deux autres candidatures sont d'une part celle de l'Angleterre et d'autre part une candidature conjointe du Canada et des États-Unis. La candidature de l'Angleterre, en raison du fort succès de l'édition 2013 sur ses terres s'appuient sur des stades non dévolus au rugby à XIII et à une aide de financement par le gouvernement.
La candidature des États-Unis et du Canada est le fait d'une agence de marketing sportif australienne (MSI) avec la volonté de créer un engouement en dehors des nations treizistes historiques. Il s'agirait de la première organisation de cette compétition en dehors de l'Europe et de l'Australasie.

### Choix de la nation hôte et du projet
Finalement le 27 octobre 2016, la Fédération internationale confie l'organisation de cette compétition à l'Angleterre, sans exclure la possibilité que des matchs puissent avoir lieu en Écosse, au pays de Galles ou en France. Mais deux années après, il apparait que tous les matchs auront lieu en Angleterre, « 80% dans le nord du pays ».

### Format de la compétition
En novembre 2018, les médias annoncent que, pour la première fois de son histoire, la Coupe du Monde réunira sous cette appellation non seulement le tournoi masculin, mais aussi un tournoi international féminin et un tournoi handisport.

### Polémiques de la phase d'avant-tournoi
Il est reproché aux organisateurs de la Super League de pas tenir compte suffisamment de la Coupe du monde. En effet, en 2021, la vingt-sixième saison de cette compétition ne s'achève qu'une quinzaine de jours à peine avant la date prévue du match inaugural.
Par ailleurs la Fédération anglaise de rugby à XIII est critiquée pour ne pas faire jouer son équipe nationale contre une équipe comme la France en match préparatoire. Elle préfère en effet faire jouer l'Angleterre contre une sélection des Exilés. Néanmoins, en 2022, les équipes de France et d'Angleterre se rencontrent à Perpignan au cours d'un double header qui oppose les équipes féminines et masculines.
De manière générale, peu de test-matchs ou de matchs préparatoires sont organisés.

### Report de la compétition en 2022
Le développement de la pandémie du Covid-19 (surtout en Australie, pays jusqu'ici relativement épargné depuis le début de la pandémie en 2020) menace l'organisation même du tournoi. On craint même son report en 2022.
On note également qu’Australiens et Néo-Zélandais sont favorables à ce report, l'Australie étant prête à se retirer de la Coupe du monde. Finalement les deux nations océaniennes annoncent le retrait de leur participation.
Seules quelques voix discordantes se font entendre en Océanie, pour critiquer cela. C'est le cas de l'homme politique et commentateur Jason Costigan.
Dans un premier temps, les organisateurs confirment que la Coupe se tiendra bien en 2021, comme prévu, les raisons pour ce maintien étant très diverses (soutien du gouvernement, importance pour le rugby à XIII international) .
Il est même envisagé le remplacement des équipes défaillantes par les États-Unis, la Serbie, voire une sélection aborigène et maorie.
Néanmoins, début août 2021 les rumeurs, les observateurs et les médias font état d'un report de plus en plus certain en 2022.
Il est annoncé officiellement le 5 août 2021.

## Acteurs de la Coupe du monde

### Les équipes qualifiées
Tous les quarts-de-finalistes de l'édition 2017 sont automatiquement qualifiés auxquels s'ajoutent huit équipes qui disputent des éliminatoires. Ainsi huit équipes viennent d'Asie-Pacifique, six d'Europe, une du Moyen-Orient/Afrique et une issue d'un barrage intercontinental.
| Qualifiés d'office Huit places                                                                          | Passage par des qualifications Huit places                                           |
| --- | ------------------------------------------------------------------------------------ |
| - Angleterre - Australie - Fidji - Liban - Nouvelle-Zélande - Papouasie-Nouvelle-Guinée - Samoa - Tonga | - Îles Cook - Écosse - France - pays de Galles - Grèce - Irlande - Italie - Jamaïque |

### La répartition des poules
Début novembre 2018, la Fédération internationale de rugby à XIII a donné certains détails relatifs à l'organisation de la Coupe du Monde.
Les équipes sont reparties en quatre groupes de quatre, les deux premiers de chaque groupe étant qualifiés pour les quarts de finale. C'est une formule bien plus simple que celle des éditions précédentes. La composition des poules est déterminée par un tirage au sort le 16 janvier 2020, une fois connus tous les qualifiés, et après un report de la date initiale qui était fixée le 26 novembre 2019.
Les deux seules nations francophones pressenties pour disputer la compétition ont donc un traitement différencié et un accès plus ou moins facile aux quarts de finale, selon leurs résultats lors de la précédente édition. Le Liban, quart de finaliste à l'édition de 2017, est dans le deuxième chapeau, ce qui lui permet d'éviter les Samoa, la Papouasie-Nouvelle-Guinée, et les Fidji. À moins d'une baisse significative de niveau d'ici 2021, ce format doit lui permettre de poursuivre sa route vers les quarts-de-finale.
La France, première qualifiée à la suite des éliminatoires, sait qu'elle peut se retrouver avec un « poids lourd » dans son groupe comme l'Australie, et devra vaincre une nation polynésienne ou le Liban qu'elle n'a jamais battu en phase finale, pour espérer accéder aux quarts-de-finale. 
| Chapeau 1                                                         | Chapeau 2                                           | Chapeau 3                                                                                                  | Chapeau 4                              |
| ----------------------------------------------------------------- | --------------------------------------------------- | --- | -------------------------------------- |
| - Angleterre (nation hôte) - Australie - Nouvelle-Zélande - Tonga | - Liban - Samoa - Papouasie-Nouvelle-Guinée - Fidji | - France (championne du tournoi européen) - Galles (vice-champion du tournoi européen) - Jamaïque - Écosse | - Irlande - Italie - Grèce - Îles Cook |

## Stades
Malgré quelques atermoiements peu de temps après la désignation de l'Angleterre, il apparait que l'intégralité des matches se déroulera dans cette nation, un grand nombre dans le nord du pays.
Fin 2018, on apprend que le stade de Twickenham (appartenant à la fédération anglaise de rugby à XV) accueillerait des matches. Il s'agissait en fait d'une rumeur alimentée par le fait que la question a été étudiée par le conseil municipal local. Finalement, le stade « quinziste » n'est pas retenu. 
| Bolton                       | Leigh | Liverpool | Manchester               |
| ---------------------------- | --- | --- | ------------------------ |
| University of Bolton Stadium | Leigh Sports Village | Anfield | Old Trafford             |
| 28 723 places                | 12 000 places | 54 074 places | 74 994 places            |
|                              | | |                          |
| St Helens                    | Warrington | Newcastle upon Tyne | Middlesbrough            |
| Totally Wicked Stadium       | Halliwell Jones Stadium | Kingston Park | Riverside Stadium        |
| 18 000 places                | 15 200 places | 10 200 places | 34 000 places            |
|                              | | |                          |
| Newcastle upon Tyne          | Doncaster | Huddersfield | Kingston upon Hull       |
| St James' Park               | Keepmoat Stadium | John Smith's Stadium | KCOM Stadium             |
| 52 405 places                | 15 231 places | 24 121 places | 25 400 places            |
|                              | | |                          |
| Leeds                        | [[Fichier:England location map.svg\|400px\|{{#if:\|{{{alt}}}\|Coupe du monde de rugby à XIII 2021 est dans la page Angleterre .]] | [[Fichier:England location map.svg\|400px\|{{#if:\|{{{alt}}}\|Coupe du monde de rugby à XIII 2021 est dans la page Angleterre .]] | Leeds                    |
| Elland Road                  | [[Fichier:England location map.svg\|400px\|{{#if:\|{{{alt}}}\|Coupe du monde de rugby à XIII 2021 est dans la page Angleterre .]] | [[Fichier:England location map.svg\|400px\|{{#if:\|{{{alt}}}\|Coupe du monde de rugby à XIII 2021 est dans la page Angleterre .]] | Headingley Rugby Stadium |
| 37 890 places                | [[Fichier:England location map.svg\|400px\|{{#if:\|{{{alt}}}\|Coupe du monde de rugby à XIII 2021 est dans la page Angleterre .]] | [[Fichier:England location map.svg\|400px\|{{#if:\|{{{alt}}}\|Coupe du monde de rugby à XIII 2021 est dans la page Angleterre .]] | 21 062 places            |
|                              | [[Fichier:England location map.svg\|400px\|{{#if:\|{{{alt}}}\|Coupe du monde de rugby à XIII 2021 est dans la page Angleterre .]] | [[Fichier:England location map.svg\|400px\|{{#if:\|{{{alt}}}\|Coupe du monde de rugby à XIII 2021 est dans la page Angleterre .]] |                          |
| Sheffield                    | [[Fichier:England location map.svg\|400px\|{{#if:\|{{{alt}}}\|Coupe du monde de rugby à XIII 2021 est dans la page Angleterre .]] | [[Fichier:England location map.svg\|400px\|{{#if:\|{{{alt}}}\|Coupe du monde de rugby à XIII 2021 est dans la page Angleterre .]] | Coventry                 |
| Bramall Lane                 | [[Fichier:England location map.svg\|400px\|{{#if:\|{{{alt}}}\|Coupe du monde de rugby à XIII 2021 est dans la page Angleterre .]] | [[Fichier:England location map.svg\|400px\|{{#if:\|{{{alt}}}\|Coupe du monde de rugby à XIII 2021 est dans la page Angleterre .]] | Ricoh Arena              |
| 32 702 places                | [[Fichier:England location map.svg\|400px\|{{#if:\|{{{alt}}}\|Coupe du monde de rugby à XIII 2021 est dans la page Angleterre .]] | [[Fichier:England location map.svg\|400px\|{{#if:\|{{{alt}}}\|Coupe du monde de rugby à XIII 2021 est dans la page Angleterre .]] | 32 753 places            |
|                              | [[Fichier:England location map.svg\|400px\|{{#if:\|{{{alt}}}\|Coupe du monde de rugby à XIII 2021 est dans la page Angleterre .]] | [[Fichier:England location map.svg\|400px\|{{#if:\|{{{alt}}}\|Coupe du monde de rugby à XIII 2021 est dans la page Angleterre .]] |                          |
| Londres                      | | |                          |
| Emirates Stadium             | | |                          |
| 60 260 places                | | |                          |
|                              | | |                          |

## Déroulement de la compétition

### 1ertour

#### Groupe A
| Groupe A |            |   |   |   |   |     |     |     |
|          | Équipe     | J | V | N | D | PP  | PC  | Pts |
| 1        | Angleterre | 3 | 3 | 0 | 0 | 198 | 28  | 6   |
| 2        | Samoa      | 3 | 2 | 0 | 1 | 140 | 68  | 4   |
| 3        | France     | 3 | 1 | 0 | 2 | 56  | 116 | 2   |
| 4        | Grèce      | 3 | 0 | 0 | 3 | 20  | 200 | 0   |

| 15 octobre | Angleterre | 60 - 6  | Samoa  | St James' Park, Newcastle             |
| 17 octobre | France     | 34 - 12 | Grèce  | Keepmoat Stadium, Doncaster           |
| 22 octobre | Angleterre | 42 - 18 | France | University of Bolton Stadium, Horwich |
| 23 octobre | Samoa      | 72 - 4  | Grèce  | Keepmoat Stadium, Doncaster           |
| 29 octobre | Angleterre | 94-4    | Grèce  | Bramall Lane, Sheffield               |
| 30 octobre | Samoa      | 62-4    | France | Halliwell Jones Stadium, Warrington   |

Sur le papier, un des groupes les plus disputés avec le « groupe D ». L'Angleterre doit sans difficulté s'en extraire et s'emparer de la première place. La sélection de joueurs de la NRL par les Samoa remet un temps en cause ce pronostic. Un journaliste australien, Phil Gould, indiquant même avant le début du match inaugural que l'Angleterre ne peut battre les Samoa. Mais malgré un démarrage de match poussif, les Anglais infligent une correction aux insulaires (60-6).
La Grèce, la nouvelle qualifiée, composée de joueurs évoluant en Australie, devrait jouer les arbitres : si le point-average est nécessaire pour départager les équipes pour la deuxième place. Elle perd d'ailleurs son premier match de coupe du monde de son histoire face à la France, confirmant ainsi son rôle de « comptable » du groupe. Elle parvient quand même à marquer deux essais. Néanmoins, elle est largement battue ensuite par les Samoa. Ce qui alimente la perplexité des observateurs; Louis Bonnery se demandant même sur l'antenne de BeinSport si les Samoa n'ont pas fait volontairement l'impasse sur leur premier match face à l'Angleterre, qu'elles ont perdu sur un score lourd. Le match Angleterre -France tient ses promesses en matière de qualité de jeu, si les Français sont dominés on leur reconnait cependant des qualités et des progrès évidents. La dernière journée du groupe donne lieu à des scores fleuves ; si cela était prévisible pour le match Angleterre-Grèce, cela est en revanche surprenant dans le dernier match du groupe où la France se fait écraser par les Samoa.

#### Groupe B
| Groupe B |           |   |   |   |   |     |     |     |
|          | Équipe    | J | V | N | D | PP  | PC  | Pts |
| 1        | Australie | 3 | 3 | 0 | 0 | 192 | 14  | 6   |
| 2        | Fidji     | 3 | 2 | 0 | 1 | 98  | 60  | 4   |
| 3        | Italie    | 3 | 1 | 0 | 2 | 38  | 130 | 2   |
| 4        | Écosse    | 3 | 0 | 0 | 3 | 18  | 142 | 0   |

| 15 octobre | Australie | 42 - 8 | Fidji  | KCOM Stadium, Kingston upon Hull   |
| 16 octobre | Écosse    | 4 - 28 | Italie | Kingston Park, Newcastle upon Tyne |
| 21 octobre | Australie | 82 - 0 | Écosse | Ricoh Arena, Coventry              |
| 22 octobre | Fidji     | 60 - 4 | Italie | Kingston Park, Newcastle upon Tyne |
| 29 octobre | Fidji     | 30-14  | Écosse | Kingston Park, Newcastle upon Tyne |
| 29 octobre | Australie | 66-6   | Italie | Totally Wicked Stadium, St Helens  |

Cette poule permet de juger de la solidité de Fidji, en lui permettant de s'étalonner, sans trop de pression au vu du bagage « rugbystique » des insulaires, face aux nations européennes. Puisque, sauf catastrophe, l'Australie est appelée à en finir première. Un scénario qui gagne en vraisemblance dès le premier match des Kangourous, qui battent largement les Mélanésiens. L'Italie crée une demi-surprise en battant largement l’Écosse et en apparaissant comme un « outsider » pour remporter la deuxième place qualificative. Mais en se faisant écraser ensuite par les Fidji, les Azzuri ne sont plus en mesure de peser sur le destin de la poule. La troisième journée n'est que la confirmation de pronostics faits dès que la composition de la poule a été établie; l'Australie et Fidji se qualifient pour les quarts de finale.

#### Groupe C
| Groupe C |                  |   |   |   |   |     |     |     |
|          | Équipe           | J | V | N | D | PP  | PC  | Pts |
| 1        | Nouvelle-Zélande | 3 | 3 | 0 | 0 | 150 | 28  | 6   |
| 2        | Liban            | 3 | 2 | 0 | 1 | 118 | 60  | 4   |
| 3        | Irlande          | 3 | 1 | 0 | 2 | 72  | 82  | 2   |
| 4        | Jamaïque         | 3 | 0 | 0 | 3 | 20  | 190 | 0   |

| 16 octobre | Jamaïque         | 2 - 48  | Irlande  | Headingley Rugby Stadium, Leeds     |
| 16 octobre | Nouvelle-Zélande | 34 - 12 | Liban    | Halliwell Jones Stadium, Warrington |
| 22 octobre | Nouvelle-Zélande | 68 - 6  | Jamaïque | Headingley Rugby Stadium, Leeds     |
| 23 octobre | Liban            | 32 - 14 | Irlande  | Leigh Sports Village, Leigh         |
| 28 octobre | Nouvelle-Zélande | 48- 10  | Irlande  | Headingley Rugby Stadium, Leeds     |
| 30 octobre | Liban            | 74-12   | Jamaïque | Leigh Sports Village, Leigh         |

La Nouvelle-Zélande est la favorite du groupe. Néanmoins, la marge de ses succès est à observer à la loupe. Ces dernières années les Kiwis marquant le pas en s'éloignant du podium mondial. Une marge relativement réduite lors de son premier match gagné face à de solides Libanais. Le Liban confirme cependant son statut de favori face à la Jamaïque, qui est qualifiée pour la première fois de son histoire et l'Irlande qui paraissait plus faible sur le papier avant le début du tournoi. Néanmoins les Celtes, en écrasant les joueurs des Caraïbes lors du premier match de la poule, devraient constituer un adversaire plus coriace que prévu. Comme prévu, les Kiwis assomment ensuite les Jamaïcains ; mais ces derniers en marquant leur premier essai de coupe de monde, attirent la sympathie des observateurs par leur enthousiasme. Comme prévu, le Liban domine l'Irlande, mais au terme d'un match âpre émaillé de mauvais gestes. Lors de la dernière journée, la Nouvelle-Zélande confirme sa suprématie face à l'Irlande, le Liban écrasant la Jamaïque.

#### Groupe D
| Groupe D |                      |   |   |   |   |     |     |     |
|          | Équipe               | J | V | N | D | PP  | PC  | Pts |
| 1        | Tonga                | 3 | 3 | 0 | 0 | 148 | 34  | 6   |
| 2        | Papouas.-Nlle-Guinée | 3 | 2 | 0 | 1 | 86  | 40  | 4   |
| 3        | Îles Cook            | 3 | 1 | 0 | 2 | 44  | 136 | 2   |
| 4        | Pays de Galles       | 3 | 0 | 0 | 3 | 18  | 86  | 0   |

| 18 octobre | Tonga                | 24 - 18 | Papouas.-Nlle-Guinée | Totally Wicked Stadium, St Helens   |
| 19 octobre | Pays de Galles       | 12 - 18 | Îles Cook            | Leigh Sports Village, Leigh         |
| 24 octobre | Tonga                | 32 - 6  | Pays de Galles       | Totally Wicked Stadium, St Helens   |
| 25 octobre | Papouas.-Nlle-Guinée | 32 - 16 | Îles Cook            | Halliwell Jones Stadium, Warrington |
| 30 octobre | Tonga                | 92-10   | Îles Cook            | Riverside Stadium, Middlesbrough    |
| 31 octobre | Papouas.-Nlle-Guinée | 36-0    | Pays de Galles       | Keepmoat Stadium, Doncaster         |

Si cette poule ne comportait pas d'équipe européenne, on pourrait la qualifier de championnat d'Océanie « B ». Car si le Tonga part avec une légère avance sur ses concurrents, c'est bien entre équipes du Pacifique que se joueront les places qualificatives. Avec sa large défaite face à la France, en test-match, les Gallois, portés par leur public, ne peuvent espérer que sauver l'honneur en remportant peut-être une victoire contre les Iles Cook.
Le premier match de la poule entre Tongiens et « Papous » tient ses promesses en qualité de jeu, avec un score serré, un jeu rapide et bien exécuté du côté de chaque équipe. Il ressort de l'avis général que ce match est le meilleur de la première « journée » du tournoi. Même si un certain sentiment d'injustice restera chez les observateurs, en raison d'un arbitrage apparaissant comme défavorable pour la Papouasie.
Le second match de la poule entre Gallois et Cookiens, d'une intensité moindre, n'en demeure pas moins aussi disputé. Il faut toute la technique individuelle des Cookiens pour se débarrasser des Celtes, inférieurs sur le papier, mais disciplinés en défense.
La deuxième journée confirme que la poule est très disputée. Si sans surprise, Tonga et Papouasie-Nouvelle-Guinée se débarrassent de leurs adversaires (respectivement pays de Galles et les îles Cook), c'est au terme de matches avec une marge de points réduite.
La troisième journée est décevante en termes de suspense : les Tonga écrasent les Îles Cook, les Papouans-néo-guinéens battent sans éclat le pays de Galles.

### Phase finale
|  | Quarts de finale                                         | Quarts de finale                                     | Quarts de finale                                     | Quarts de finale                                     |            |            | Demi-finales                             | Demi-finales                             | Demi-finales                             | Demi-finales                             |  |  | Finale                                         | Finale                                         | Finale                                         | Finale                                         |
|  |                                                          |                                                      |                                                      |                                                      |            |            |                                          |                                          |                                          |                                          |  |  |                                                |                                                |                                                |                                                |
|  | Le 4 novembre 2022 au Kirklees Stadium, Huddersfield     | Le 4 novembre 2022 au Kirklees Stadium, Huddersfield | Le 4 novembre 2022 au Kirklees Stadium, Huddersfield | Le 4 novembre 2022 au Kirklees Stadium, Huddersfield |            |            | Le 11 novembre 2022 à Elland Road, Leeds | Le 11 novembre 2022 à Elland Road, Leeds | Le 11 novembre 2022 à Elland Road, Leeds | Le 11 novembre 2022 à Elland Road, Leeds |  |  | Le 19 novembre 2022 à Old Trafford, Manchester | Le 19 novembre 2022 à Old Trafford, Manchester | Le 19 novembre 2022 à Old Trafford, Manchester | Le 19 novembre 2022 à Old Trafford, Manchester |
|  | Le 4 novembre 2022 au Kirklees Stadium, Huddersfield     | Le 4 novembre 2022 au Kirklees Stadium, Huddersfield | Le 4 novembre 2022 au Kirklees Stadium, Huddersfield | Le 4 novembre 2022 au Kirklees Stadium, Huddersfield |            |            | Le 11 novembre 2022 à Elland Road, Leeds | Le 11 novembre 2022 à Elland Road, Leeds | Le 11 novembre 2022 à Elland Road, Leeds | Le 11 novembre 2022 à Elland Road, Leeds |  |  | Le 19 novembre 2022 à Old Trafford, Manchester | Le 19 novembre 2022 à Old Trafford, Manchester | Le 19 novembre 2022 à Old Trafford, Manchester | Le 19 novembre 2022 à Old Trafford, Manchester |
|  | Australie                                                | Australie                                            | 48                                                   | 48                                                   |            |            | Le 11 novembre 2022 à Elland Road, Leeds | Le 11 novembre 2022 à Elland Road, Leeds | Le 11 novembre 2022 à Elland Road, Leeds | Le 11 novembre 2022 à Elland Road, Leeds |  |  | Le 19 novembre 2022 à Old Trafford, Manchester | Le 19 novembre 2022 à Old Trafford, Manchester | Le 19 novembre 2022 à Old Trafford, Manchester | Le 19 novembre 2022 à Old Trafford, Manchester |
|  | Australie                                                | Australie                                            | 48                                                   | 48                                                   |            |            | Le 11 novembre 2022 à Elland Road, Leeds | Le 11 novembre 2022 à Elland Road, Leeds | Le 11 novembre 2022 à Elland Road, Leeds | Le 11 novembre 2022 à Elland Road, Leeds |  |  | Le 19 novembre 2022 à Old Trafford, Manchester | Le 19 novembre 2022 à Old Trafford, Manchester | Le 19 novembre 2022 à Old Trafford, Manchester | Le 19 novembre 2022 à Old Trafford, Manchester |
|  | Liban                                                    | Liban                                                | 4                                                    | 4                                                    |            |            | Le 11 novembre 2022 à Elland Road, Leeds | Le 11 novembre 2022 à Elland Road, Leeds | Le 11 novembre 2022 à Elland Road, Leeds | Le 11 novembre 2022 à Elland Road, Leeds |  |  | Le 19 novembre 2022 à Old Trafford, Manchester | Le 19 novembre 2022 à Old Trafford, Manchester | Le 19 novembre 2022 à Old Trafford, Manchester | Le 19 novembre 2022 à Old Trafford, Manchester |
|  | Liban                                                    | Liban                                                | 4                                                    | 4                                                    | Australie  | Australie  | 16                                       | 16                                       |                                          |                                          |  |  | Le 19 novembre 2022 à Old Trafford, Manchester | Le 19 novembre 2022 à Old Trafford, Manchester | Le 19 novembre 2022 à Old Trafford, Manchester | Le 19 novembre 2022 à Old Trafford, Manchester |
|  | Le 5 novembre 2022 à MKM Stadium, Kingston upon Hull     |                                                      |                                                      |                                                      | Australie  | Australie  | 16                                       | 16                                       |                                          |                                          |  |  | Le 19 novembre 2022 à Old Trafford, Manchester | Le 19 novembre 2022 à Old Trafford, Manchester | Le 19 novembre 2022 à Old Trafford, Manchester | Le 19 novembre 2022 à Old Trafford, Manchester |
|  |                                                          |                                                      | Nouvelle-Zélande                                     | Nouvelle-Zélande                                     | 14         | 14         |                                          |                                          |                                          |                                          |  |  | Le 19 novembre 2022 à Old Trafford, Manchester | Le 19 novembre 2022 à Old Trafford, Manchester | Le 19 novembre 2022 à Old Trafford, Manchester | Le 19 novembre 2022 à Old Trafford, Manchester |
|  | Nouvelle-Zélande                                         | Nouvelle-Zélande                                     | Nouvelle-Zélande                                     | Nouvelle-Zélande                                     | 14         | 14         | 24                                       | 24                                       |                                          |                                          |  |  | Le 19 novembre 2022 à Old Trafford, Manchester | Le 19 novembre 2022 à Old Trafford, Manchester | Le 19 novembre 2022 à Old Trafford, Manchester | Le 19 novembre 2022 à Old Trafford, Manchester |
|  | Nouvelle-Zélande                                         | Nouvelle-Zélande                                     | Le 12 novembre 2022 à Emirates Stadium, Londres      |                                                      |            |            | 24                                       | 24                                       |                                          |                                          |  |  | Le 19 novembre 2022 à Old Trafford, Manchester | Le 19 novembre 2022 à Old Trafford, Manchester | Le 19 novembre 2022 à Old Trafford, Manchester | Le 19 novembre 2022 à Old Trafford, Manchester |
|  | Fidji                                                    | Fidji                                                | 18                                                   | 18                                                   |            |            |                                          |                                          |                                          |                                          |  |  | Le 19 novembre 2022 à Old Trafford, Manchester | Le 19 novembre 2022 à Old Trafford, Manchester | Le 19 novembre 2022 à Old Trafford, Manchester | Le 19 novembre 2022 à Old Trafford, Manchester |
|  | Fidji                                                    | Fidji                                                | 18                                                   | 18                                                   | Australie  | Australie  | 30                                       | 30                                       |                                          |                                          |  |  |                                                |                                                |                                                |                                                |
|  | Le 5 novembre 2022 à DW Stadium, Wigan                   |                                                      |                                                      |                                                      | Australie  | Australie  | 30                                       | 30                                       |                                          |                                          |  |  |                                                |                                                |                                                |                                                |
|  |                                                          |                                                      | Samoa                                                | Samoa                                                | 10         | 10         |                                          |                                          |                                          |                                          |  |  |                                                |                                                |                                                |                                                |
|  | Angleterre                                               | Angleterre                                           | Samoa                                                | Samoa                                                | 10         | 10         | 46                                       | 46                                       |                                          |                                          |  |  |                                                |                                                |                                                |                                                |
|  | Angleterre                                               | Angleterre                                           |                                                      |                                                      |            |            |                                          |                                          |                                          |                                          |  |  |                                                |                                                |                                                |                                                |
|  | Papouasie-Nouvelle-Guinée                                | Papouasie-Nouvelle-Guinée                            | 6                                                    | 6                                                    |            |            |                                          |                                          |                                          |                                          |  |  |                                                |                                                |                                                |                                                |
|  | Papouasie-Nouvelle-Guinée                                | Papouasie-Nouvelle-Guinée                            | 6                                                    | 6                                                    | Angleterre | Angleterre | 26                                       | 26                                       |                                          |                                          |  |  |                                                |                                                |                                                |                                                |
|  | Le 6 novembre 2022 à Halliwell Jones Stadium, Warrington |                                                      |                                                      |                                                      | Angleterre | Angleterre | 26                                       | 26                                       |                                          |                                          |  |  |                                                |                                                |                                                |                                                |
|  |                                                          |                                                      | Samoa                                                | Samoa                                                | 27         | 27         |                                          |                                          |                                          |                                          |  |  |                                                |                                                |                                                |                                                |
|  | Tonga                                                    | Tonga                                                | Samoa                                                | Samoa                                                | 27         | 27         | 18                                       | 18                                       |                                          |                                          |  |  |                                                |                                                |                                                |                                                |
|  | Tonga                                                    | Tonga                                                |                                                      |                                                      |            |            |                                          | 18                                       |                                          |                                          |  |  |                                                |                                                |                                                |                                                |
|  | Samoa                                                    | Samoa                                                | 20                                                   | 20                                                   |            |            |                                          |                                          |                                          |                                          |  |  |                                                |                                                |                                                |                                                |
|  | Samoa                                                    | Samoa                                                | 20                                                   | 20                                                   |            |            |                                          |                                          |                                          |                                          |  |  |                                                |                                                |                                                |                                                |
|  |                                                          |                                                      |                                                      |                                                      |            |            |                                          |                                          |                                          |                                          |  |  |                                                |                                                |                                                |                                                |

#### Quarts de finale
Comme lors de la précédente édition, une seule équipe européenne se qualifie pour les quarts de finale : l'Angleterre.
Le Liban est, pour la deuxième fois de suite, présent à ce stade, et il est le seul représentant de la zone « Moyen Orient-Afrique ».
Si les deux premiers quarts voient la victoire facile des favoris, l'Angleterre et l'Australie, les choses sont très différentes pour les suivants.
Puisque la Nouvelle-Zélande et les Tonga sont mis en difficulté ; la Nouvelle-Zélande étant même menée dès le début de la partie par les Fidjiens.
Mais alors que la Nouvelle-Zélande finira par remonter au score, ce ne sera jamais le cas des Tonga qui sombreront face à des Samoans très organisés.

#### Demi-finales
Celles-ci voient le retour de la Nouvelle-Zélande dans le dernier carré. Les Samoa y participent pour la première fois.
Le spectacle est au rendez-vous avec des matchs serrés et à suspense. L'Australie ne triomphe de la Nouvelle-Zélande que de quelques points.
Mais la surprise est l'élimination de la nation hôte, l'Angleterre par les Samoa, le point en or étant nécessaire pour départager les deux nations. Une surprise d'autant plus importante que l'Angleterre avait écrasé les mêmes Samoa lors du match de poule.

#### Finale

##### Australie - Samoa
Homme du match :  James Tedesco
Points marqués :
- Australie : 6 essais de Mitchell (13e et 80e), Tedesco (17e et 68e) , Martin (29e) et Murray (52e) ; 4 transformations de Cleary (17e, 52e et 68e)
- Samoa : 2 essais de To'o (60e) et S. Crichton (70e) ; 1 transformation de S. Crichton (60e).

Évolution du score : 4-0, 10-0, 14-0 mt, 20-0, 20-6, 26-6, 26-10, 30-10
Arbitre :  Ashley Klein
Spectateurs : 67 502
- Australie : James Tedesco (c) - Josh Addo-Carr, Latrell Mitchell, Jack Wighton, Valentine Holmes - Cameron Munster (o), Nathan Cleary (m) - Reagan Campbell-Gillard, Ben Hunt, Jake Trbojevic, Liam Martin, Angus Crichton, Isaah Yeo - Harry Grant, Tino Fa'asuamaleaui, Cameron Murray, Patrick Carrigan - Entraîneur : Malcolm Meninga
- Samoa : Joseph Sua'ali'i - Taylan May, Tim Lafai, Stephen Crichton, Brian To'o - Jarome Luai, Anthony Milford - Junior Paulo, Chanel Harris-Tavita, Royce Hunt, Jaydn Su'a, Ligi Sao, Oregon Kaufusi - Martin Taupau, Kelma Tuilagi, Spencer Leniu, Josh Papali'i - Entraîneur : Matt Parish

## Bilan de la Coupe du monde

### Joueurs en évidence

#### Meilleurs marqueurs d'essais
| Rang | Joueur          | Équipe     | Essais | MJ |
| ---- | --------------- | ---------- | ------ | -- |
| 1    | Josh Addo-Carr  | Australie  | 12     | 5  |
| 2    | Dominic Young   | Angleterre | 9      | 5  |
| 3    | Thomas Makinson | Angleterre | 7      | 4  |
| 4    | Tim Lafai       | Samoa      | 6      | 5  |
| 4    | Louis Senior    | Irlande    | 6      | 3  |
| 4    | Daniel Tupou    | Tonga      | 6      | 4  |

#### Meilleurs scoreurs
| Rang | Joueur           | Équipe     | Points | Essais | Buts | Drops | Matches joués |
| ---- | ---------------- | ---------- | ------ | ------ | ---- | ----- | ------------- |
| 1    | Stephen Crichton | Samoa      | 73     | 4      | 28   | 1     | 6             |
| 2    | Nathan Cleary    | Australie  | 68     | 1      | 32   | -     | 5             |
| 2    | Thomas Makinson  | Angleterre | 68     | 7      | 20   | -     | 4             |
| 4    | Isaiya Katoa     | Tonga      | 50     | 2      | 21   | -     | 3             |
| 5    | Josh Addo-Carr   | Australie  | 48     | 12     | -    | -     | 5             |

## Médias

### Une couverture télévision classique
Au Royaume-Uni, la compétition est retransmise par la BBC.
En France, à peine plus d'un mois avant le début de l'épreuve, on apprend que Beinsport et Sport en France diffuseront des matchs de la coupe du monde, l'intégralité des matchs pour la première,. Vià Occitanie fait une annonce similaire quelques jours avant le début de la compétition masculine.
En Australie, la coupe du monde est diffusée par Fox Sports.
A noter que lors du premier match inaugural, une rupture du faisceau perturbe la diffusion de la rencontre en France et en Australie.

### De nouveaux supports de diffusion
En France la compétition est disponible sur l'application Twitch. Les téléspectateurs, disposant d'une box, peuvent voir les chaines Sport en France et Via Occitanie quel que soit l'endroit où ils vivent en France.

## Aspects socio-économiques
La Coupe du monde est financée par un programme du « Northern Powerhouse », qui prévoit le versement d'une subvention de 12 millions de livres sterling.
Le principe d'égalité salariale sera appliquée entre hommes et femmes, et entre valides et personnes à mobilité réduite.